# Albert Saksończyk
Albert Saksończyk także Albert von Rickmersdorf (ur. 1316, zm. 8 lipca 1390) – filozof, biskup Halberstadt, nominalista, arystotelik, profesor uniwersytetu w Paryżu, założyciel i pierwszy rektor uniwersytetu w Wiedniu.

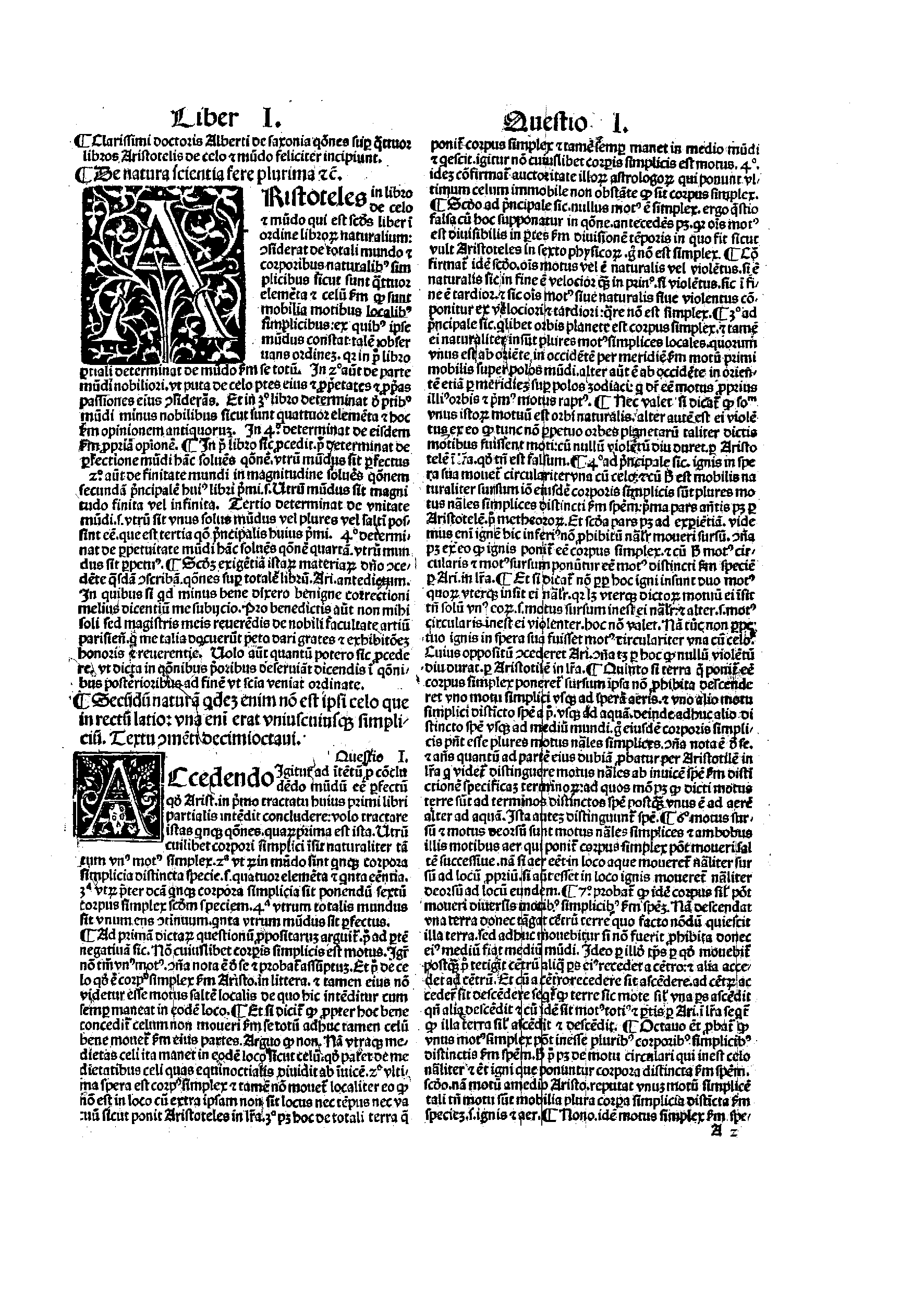
Questiones subtilissime in libros de caelo et mundo, 1492

## Wykształcenie
Studiował w Pradze od 1349, by w 1351 uzyskać tytuł magistra sztuk wyzwolonych; studiował też teologię. W latach 1353–1362 był rektorem uniwersytetu w Paryżu i wykładał tam, póki nie zakazano tego nominalistom. Założył uniwersytet w Wiedniu i w 1365 został jego rektorem. Rok później mianowano go biskupem Halberstadt. Był uczniem Jeana Buridana.

## Dorobek
Nie zostawił po sobie prac z zakresu teologii, za to znane są jego dzieła z zakresu fizyki, logiki, matematyki, etyki i pisma psychologiczne. Znany jest też jego dorobek na polu polityki i ekonomii oraz geologii.